# کاییا پاروه
کاییا پاروه (استونیایی: Kaija Parve؛ زادهٔ ۱۴ ژوئن ۱۹۶۴) ورزشکار دوگانه زن اهل استونی بود.